# Reg E. Cathey
Reg E. Cathey, właśc. Reginald Eurias Cathey (ur. 18 sierpnia 1958 w Huntsville, zm. 9 lutego 2018 w Nowym Jorku) – amerykański aktor filmowy i telewizyjny.

## Życiorys
Urodził się 18 sierpnia 1958 w Huntsville w stanie Alabama, jako syn Reda Catheya, pułkownika w armii amerykańskiej. Jego matka pracowała w departamencie obrony. Miał siostrę Donzę i dwóch braci przyrodnich Jerry’ego i Maurice’a. Gdy miał sześć lat, przeprowadził się z rodziną do Niemiec Zachodnich. Następnie powrócił do rodzinnego miasta, gdzie w 1976 ukończył J.O. Johnson High School. Podejmował studia teatralne na Uniwersytecie Michigan. Naukę kontynuował w Yale School of Drama na Uniwersytecie Yale.
Po kilku epizodach serialowych i telewizyjnych dostał się do obsady serialu Square One Television, w którym występował w latach 1987–1992.
Grał w filmach Maska Chucka Russella (1994), Siedem Davida Finchera (1995), a także: Mechanik (2004) i Fantastyczna Czwórka (2015). Pojawiał się – w rolach drugoplanowych lub powracających – w serialach telewizyjnych Oz, Prawo ulicy Lights Out, Prawo i porządek: sekcja specjalna, Outcast: Opętanie, Grimm. Ponadto wystąpił w pojedynczych epizodach seriali Star Trek: Następne pokolenie, Impersonalni, Prawo i porządek, Żona idealna, Luke Cage i Czarna lista.
W 2000 debiutował na Broadwayu w sztuce Carlo Gozziego Zielony ptak.
Za rolę Freddy’ego w amerykańskim serialu House of Cards, u boku Kevina Spaceya, otrzymał Primetime Emmy Award za najlepszy męski gościnny występ w serialu dramatycznym na 67. ceremonii wręczenia nagród, a także trzy nominacje do Emmy i kilka do innych nagród.
Zmarł 9 lutego 2018 w swoim domu w Nowym Jorku w wieku 59 lat na raka płuc.